# Mikel Gaztañaga Etxeberria
Mikel Gaztañaga Etxeberria o Echeverría (Itsasondo, 5 de desembre de 1979) és un ciclista basc que fou professional entre 2002 i 2009.
Els seus principals èxits durant la seva carrera van ser dues victòries al Tour de Vendée i una a la Clàssica Loira Atlàntic.

## Palmarès en ruta
- 2003
  - Vencedor d'una etapa a la Volta a Navarra
  - Vencedor d'una etapa al Circuito Montañés
  - Vencedor d'una etapa a la Volta a Palència
  - Vencedor d'una etapa a la Volta a Toledo
- 2006
  - Vencedor d'una etapa a la Volta a la Comunitat de Madrid
  - 1r al Tour de Vendée
  - 1r al Circuit de Getxo
- 2007
  - 1r al Tour de Vendée
  - 1r al Gran Premi Paredes Rota dos Móveis
- 2008
  - 1r a la Clàssica Loira Atlàntic

### Resultats a la Volta a Espanya
- 2009. Abandona (9a etapa)

## Palmarès en pista
- 2005
  -  Campió d'Espanya de Madison (amb Asier Maeztu)
  -  Campió d'Espanya en Persecució per equips (amb Aitor Alonso, Unai Elorriaga i Asier Maeztu)